# Nová Ves (okres Veľký Krtíš)
Nová Ves je obec v okrese Veľký Krtíš v Banskobystrickém kraji na jižním Slovensku. Žije zde 441 obyvatel.

## Poloha
Obec Nová Ves leží ve východní části Ipeľské kotliny v údolí potoka Krtíš. Rozkládá se na ploše 850 ha s nadmořskou výškou 160 m (střed obce) až 309 m. Je necelých deset kilometrů od maďarské hranice.
Území má charakter pahorkatiny s plochými hřbety, které jsou tvořeny třetihorními usazeninami. Lesní porost, je pouze ve východní části, tvoří porosty akátů a dubů.

## Historie
První písemná zmínka je z roku 1473, ale záznam je z 14. století. Vesnice byla poddanskou vesnicí Modrokamenského panství. V letech 1544–1593 byla obsazena Turky a během bojů byla zničena. Její obnova spadá na začátek 18. století. Do roku 1848 byla rozdělena mezi panství Divinské a Modrokamenské.
Mezi hlavní činnosti pařilo zemědělství, vinařství (vinohrady byly vysázeny v roce 1740) a částečně práce v hornictví.
V roce 1828 zde žilo v 53 kamenných domech 439 obyvatel.

## Kulturní památky
- Zvonice. Samostatně stojící venkovská zděná stavba postavena na čtvercovém půdorysu zakončena mansardovou střechou. Fasáda je členěná lizénami.
- Zděné domy s trojdílnou dispozicí kryté společnou valbovou střechou, která je nesena empírovými sloupy. Ve dvorech byly vahadlové studny.

## Průmysl
V roce 2007 obec zakoupila církevní pozemky a nabídla je zahraničním investorům. Od roku 2012 se rozběhla výroba nábytku v belgické firmě Furni Finish. Od roku 2012 v německé firmě Forschner se vyrábějí kabely pro auta a autobusy. V roce 2017 byla zahájena výroba interiérových dekoračních komponentů pro automobilový průmysl v turecké firmě MATA Automotive.

## Galerie

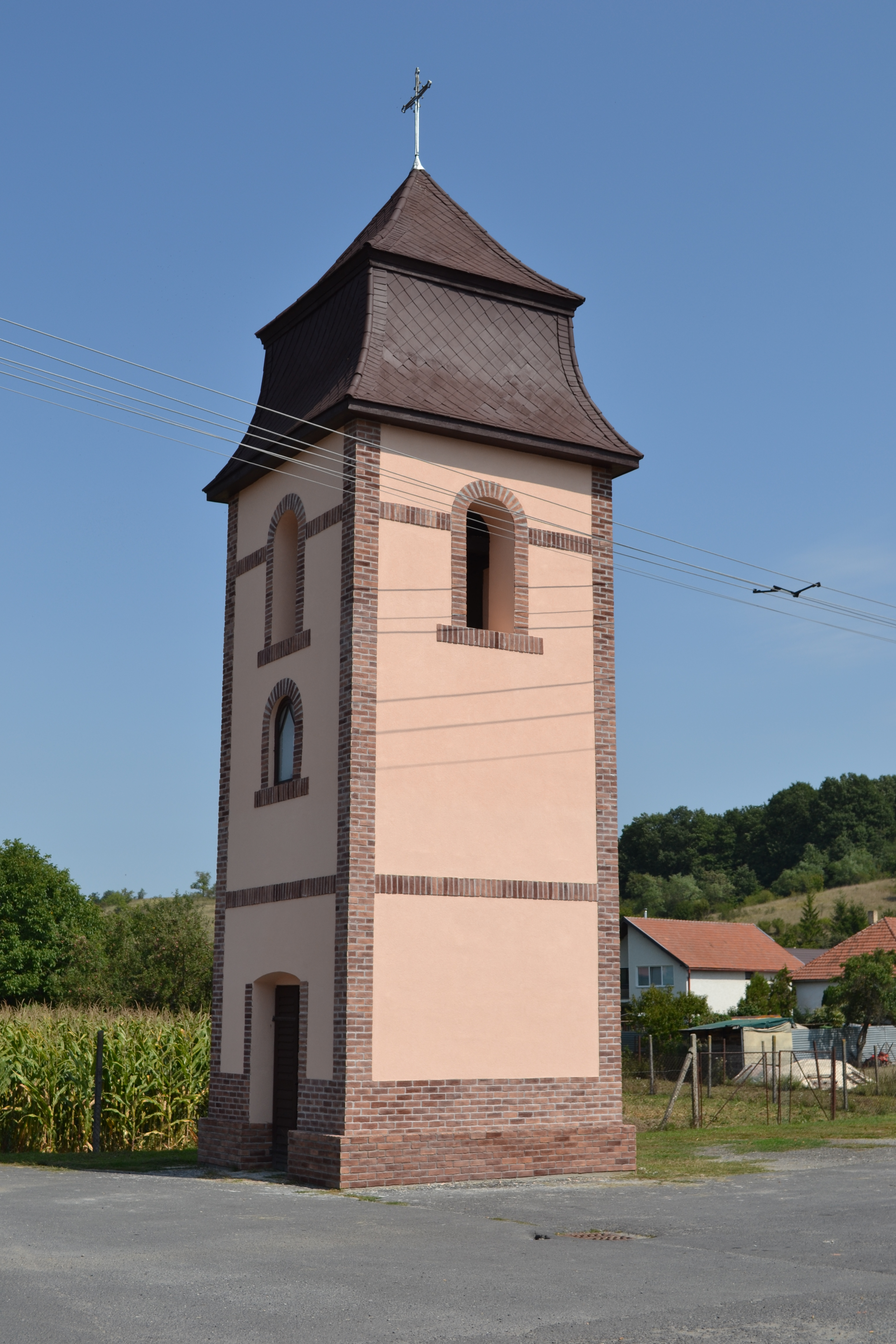
Zděná zvonice
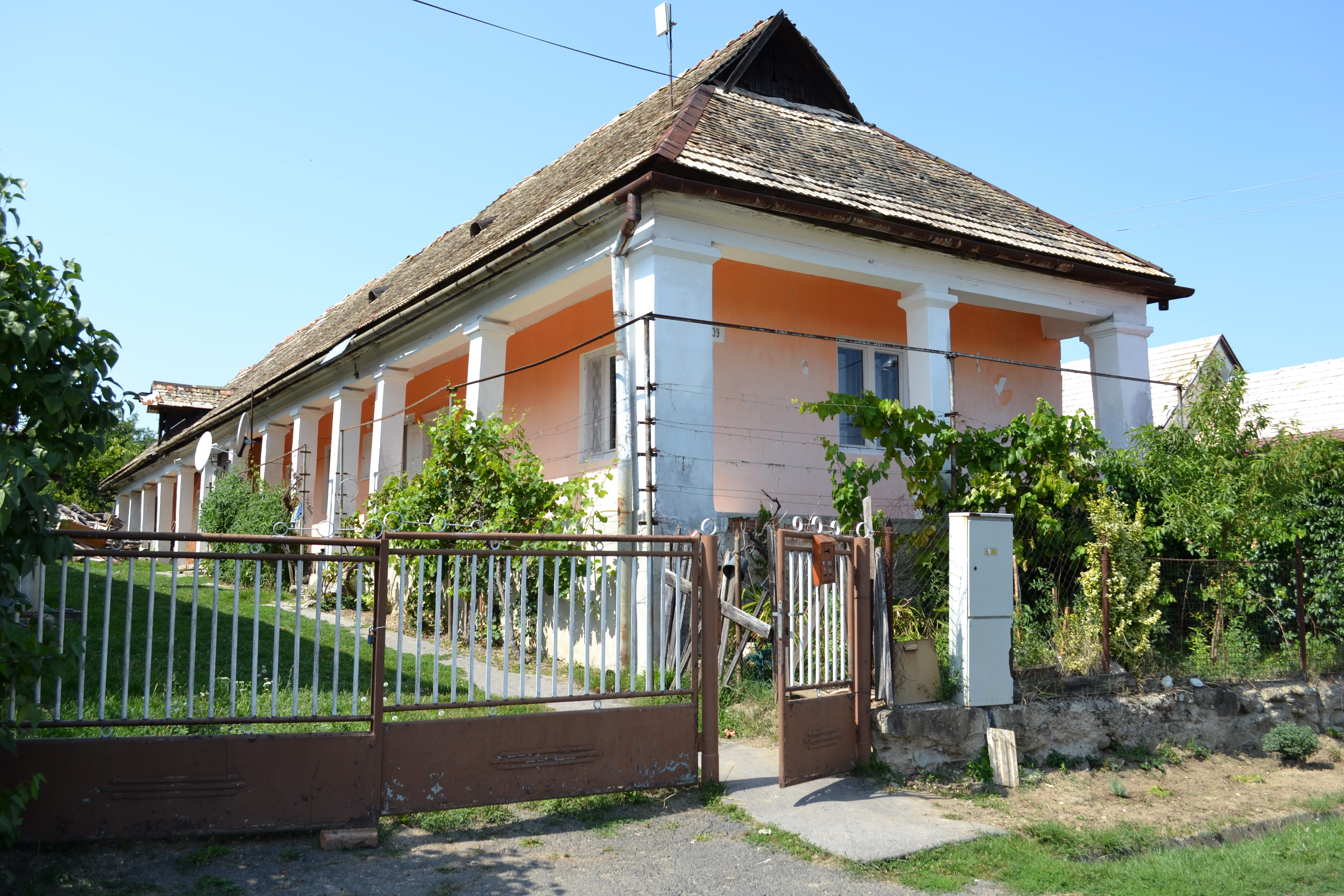
Dům č. 33
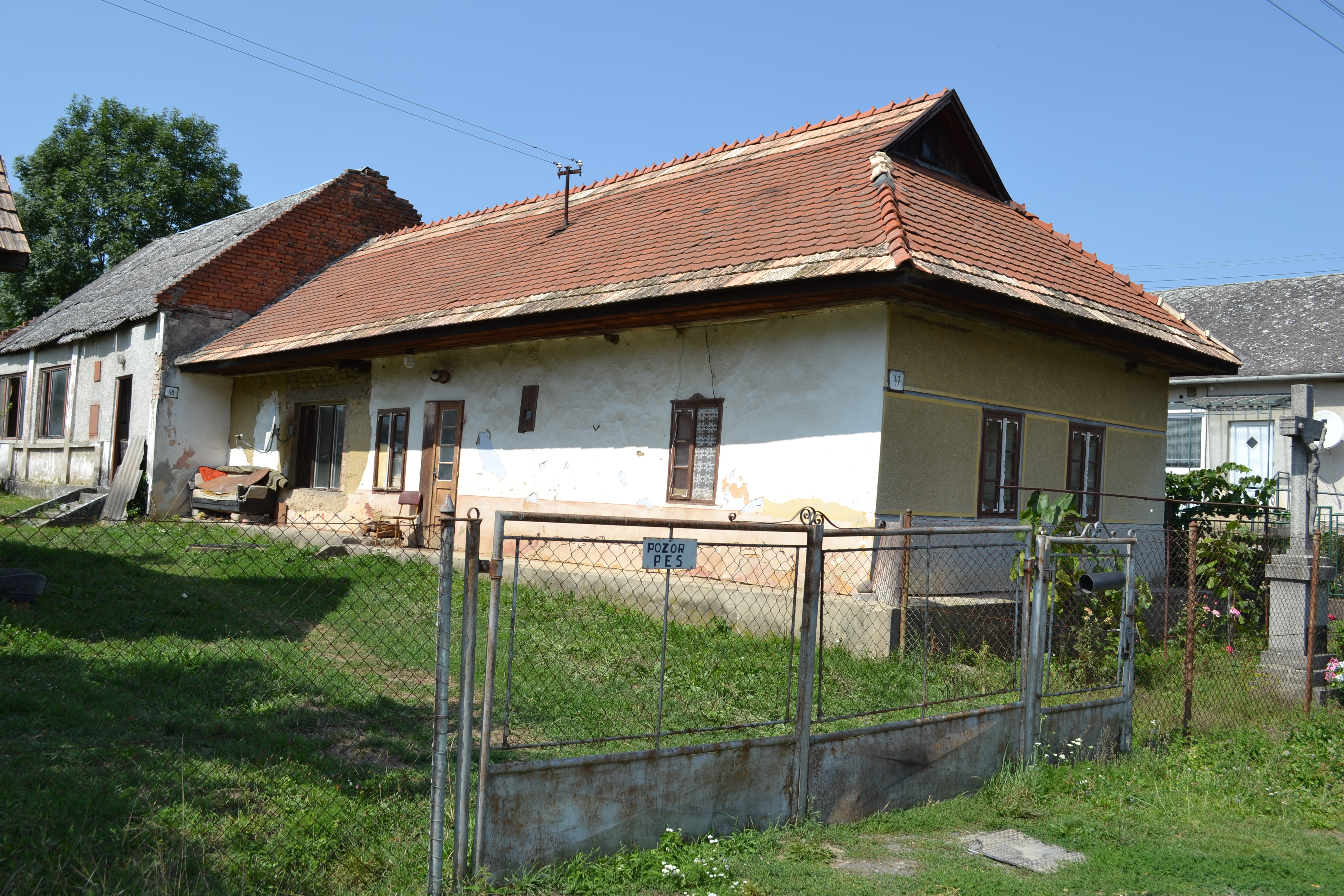
Dům č. 47
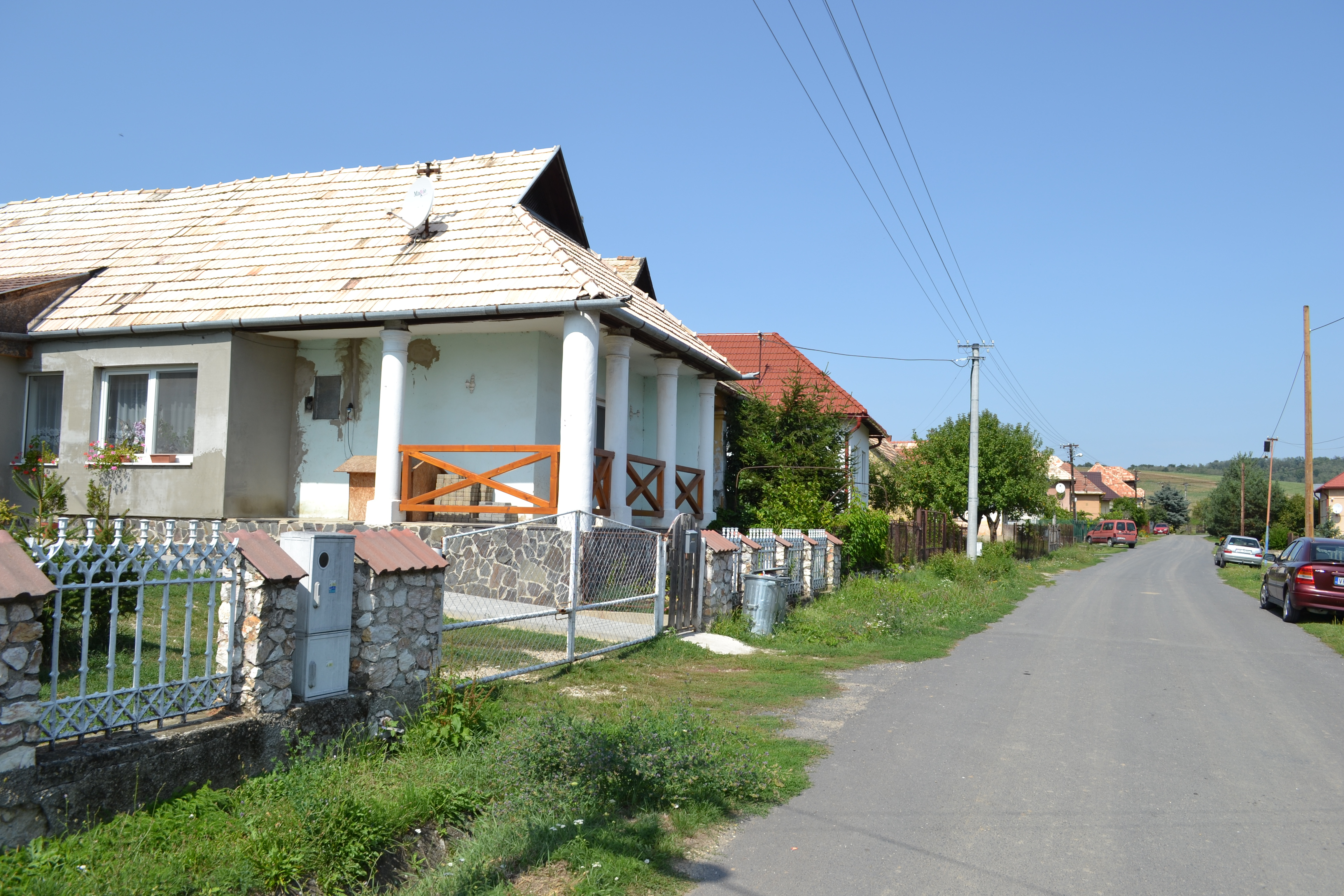
Ulice v Nové Vsi